# Pescennina gertschi
Espèce
Pescennina gertschi est une espèce d'araignées aranéomorphes de la famille des Oonopidae.

## Distribution
Cette espèce est endémique d'Oaxaca au Mexique,. Elle se rencontre à Nejapa de Madero.

## Description
Le mâle holotype mesure 1,66 mm.

## Étymologie
Cette espèce est nommée en l'honneur de Willis John Gertsch.

## Publication originale
- Platnick & Dupérré, 2011 : The goblin spider genus Pescennina (Araneae, Oonopidae). American Museum novitates, no 3716, p. 1-64 (texte intégral).